# Liste der Brücken über die Steiner Aa
Die Liste der Brücken über die Steiner Aa enthält die Brücken der Steiner Aa im Schweizer Kanton Schwyz, unterhalb der Quelle bei Rothenthurm bis zur Mündung bei Steinen in den Lauerzersee.

## Brückenliste
18 Übergänge überqueren den Bach: Neun Strassen-, fünf Fussgänger-, eine Eisenbahn-, eine Feldweg- und eine Pistenbrücke, sowie eine Furt.
| Bild | Name                                  | Ort         | Lage | Funktion                                          | Konstruktion                     | Material  | Länge in m | Höhe m ü. M. | Bemerkungen |
| ---- | ------------------------------------- | ----------- | ---- | ------------------------------------------------- | -------------------------------- | --------- | ---------- | ------------ | --- |
|      | Brücke bei Spitzleren                 | Rothenthurm |      | Fussgängerbrücke                                  | Balkenbrücke                     | Holz      | 35         | 963          | - Wanderland-Route 836 Mäderenweg (Rothenthurm – Mäderen – Sattel, Mostelberg) - Schneeschuhwandern-Piste 815 Biberegg-Herrenboden-Schneeschuhtrail - Bachabwärts auf der rechten Seite wurde ein Picknickplatz errichtet. - Der Übergang ist nicht behindertengerecht (Treppen). |
|      | Bibereggbrücke                        | Rothenthurm |      | Strassenbrücke (einspurig) mit schmalen Trottoirs | Gedeckte Brücke Sprengwerkbrücke | Holz      | 22         | 942          | - Die 1992 erbaute Brücke ersetzte eine baufällige Betonbrücke. - Südlich der Brücke befindet sich die Loretto-Kapelle Biberegg. |
|      | Furt bei Gassenweidli                 | Rothenthurm |      | Feldwegübergang                                   | Furt                             | Erdboden  | 10         | 899          | |
|      | Underistrasse-Brücke                  | Sattel      |      | Strassenbrücke (einspurig)                        | Balkenbrücke                     | Beton     | 38         | 850          | - Allgemeines Fahrverbot - Maximale Tragfähigkeit: 18 t |
|      | Jansernstrasse-Brücke                 | Sattel      |      | Strassenbrücke (zweispurig)                       | Balkenbrücke                     | Beton     | 12         | 794          | - Maximale Tragfähigkeit: 18 t - Wanderland-Route 63 Schwyzer Höhenweg (Etappe 4 Sattel – Holzegg) |
|      | Brücke bei der Talstation Hochstuckli | Sattel      |      | Pistenbrücke                                      | Balkenbrücke                     | Holz      | 18         | 779          | - Die Abfahrtspiste von Hochstuckli führt über die Brücke. |
|      | Brücke bei der Talstation Hochstuckli | Sattel      |      | Strassenbrücke (zweispurig)                       | Bogenbrücke                      | Stein     | 30         | 773          | - Die Brücke wurde 1861 erbaut. - Maximale Tragfähigkeit: 18 t - Höchstgeschwindigkeit 60 km/h - Wanderweg (Mostelberg - Sattel Talstation) - Schlitteln-Piste 305 Mostelberg-Schlittelweg (Mostelberg - Sattel Talstation) |
|      | Schlagstrasse-Brücke                  | Sattel      |      | Strassenbrücke (dreispurig)                       | Balkenbrücke                     | Beton     | 94         | 767          | - Die 1975/76 erbaute Brücke wurde 2004 saniert. - Das Bauwerk ist ein längs gekrümmter, vorgespannter Dreifeldträger. - Höchstgeschwindigkeit 60 km/h - AAGS-Buslinie 507 (Schwyz – Sattel-Aegeri – Rothenthurm – Biberbrugg – Schindellegi) |
|      | Brücke bei ARA Eumatt                 | Sattel      |      | Fussgängerbrücke                                  | Balkenbrücke                     | Stahl     | 17         | 749          | |
|      | Diezigen-Brücke                       | Steinen     |      | Feldwegbrücke                                     | Balkenbrücke                     | Holz      | 13         | 655          | |
|      | Mühlegasse-Brücke                     | Steinen     |      | Strassenbrücke (zweispurig)                       | Balkenbrücke                     | Beton     | 18         | 475          | |
|      | Stauffacherbrücke                     | Steinen     |      | Fussgängerbrücke                                  | Balkenbrücke                     | Holz UHFB | 24         | 471          | - Die Brücke wurde 2022–2024 erbaut. - Die Brücke verbindet die Quartiere Mühlegasse und Schützenstrasse/Bitzi im «Stauffacherdorf». - Sie liegt schräg zwischen den beiden Steiner-Aa-Ufern. - Eine Hinweistafel ist am Brückengeländer angebracht: 900 Jahre Steinen 1124 – 2024. Die Stauffacherbrücke wurde im Jubiläumsjahr 2024 errichtet und symbolisiert den Brückenschlag zwischen Vergangenheit und Zukunft sowie zwischen Tradition und Mut für Neues. |
|      | Dorfbrücke                            | Steinen     |      | Strassenbrücke (zweispurig) mit Trottoirs 369     | Balkenbrücke                     | Beton     | 13         | 469          | - Die 1992/93 erbaute Brücke wurde 2024 saniert. - Höchstgeschwindigkeit 50 km/h - Wanderweg - AAGS-Buslinie 502 (Arth – Arth-Goldau – Schwyz – Brunnen – Gersau – Vitznau – Küssnacht) |
|      | Bahndammweg-Brücke                    | Steinen     |      | Fussgängerbrücke                                  | Balkenbrücke                     | Beton     | 21         | 463          | - Wanderweg - Der Aabachweg unterquert die Brücke auf der rechten Seite. |
|      | SBB-Brücke                            | Steinen     |      | Eisenbahnbrücke (zweigleisig)                     | Balkenbrücke                     | Beton     | 21         | 463          | - Höchstgeschwindigkeit 120 km/h - Bahnstrecke Immensee–Chiasso - Der Aabachweg unterquert die Brücke auf der rechten Seite. |
|      | Steineraabrücke (A4 Autobahn)         | Steinen     |      | Autobahnbrücke (vierspurig) mit Pannenstreifen    | Balkenbrücke                     | Beton     | 32         | 456          | - Der A4-Abschnitt zwischen Küssnacht und Brunnen wurde zwischen 1976 und 1981 erstellt. - Das Bauwerk wurde 2021/22 saniert. - Höchstgeschwindigkeit 120 km/h - Der Aabachweg unterquert die Brücke auf der rechten Seite. |
|      | Gotthardweg-Brücke                    | Steinen     |      | Strassenbrücke (zweispurig)                       | Balkenbrücke                     | Beton     | 32         | 456          | - Veloland-Route 51 Säuliamt–Schwyz (Etappe 2 Zug – Schwyz) und Route 77 Rigi–Reuss–Klettgau (Etappe 1 Brunnen – Rotkreuz) - Der Aabachweg unterquert die Brücke auf der rechten Seite. |
|      | Brücke bei Frauholz                   | Steinen     |      | Fussgängerbrücke                                  | Balkenbrücke                     | Stahl     | 17         | 454          | - Die Brücke wurde 2021 erbaut. - Wanderweg - Letzte Brücke vor dem Mündungsdelta der Steiner Aa in den Lauerzersee. - Bei der Mündung in den Lauerzersee befindet sich das 29 Hektaren grosse national bedeutende Amphibienlaichgebiet Aazopf. |